# Sede titolare di Bigastro
Bigastro (in latino Bigastrensis) è una sede titolare della Chiesa cattolica.

## Storia
Bigastro (Begastri), sede identificabile oggi con Cehegín (e non con l'omonima città), è la città dove si rifugiarono i vescovi di Cartagena, dopo la distruzione della città ad opera del re visigotico Suintila. Si conoscono vescovi di Bigastro fino alla fine del VII secolo, quando anche questa città andò distrutta ad opera degli arabi.
Dal 1969 Bigastro è annoverata tra le sedi vescovili titolari della Chiesa cattolica; dal 17 novembre 2007 il vescovo titolare è Juan Antonio Martínez Camino, S.I., vescovo ausiliare di Madrid.

## Cronotassi dei vescovi titolari
- Settimio Todisco † (15 dicembre 1969 - 24 maggio 1975 nominato arcivescovo di Brindisi)
- Augusto Lauro † (8 settembre 1975 - 7 aprile 1979 nominato vescovo di San Marco Argentano-Scalea)
- Alfonso Coto Monge † (7 marzo 1980 - 22 luglio 2006 deceduto)
- Juan Antonio Martínez Camino, S.I., dal 17 novembre 2007